# Diamesa stylato
Diamesa stylato är en tvåvingeart som först beskrevs av Chernovskij 1949.  Diamesa stylato ingår i släktet Diamesa och familjen fjädermyggor. Inga underarter finns listade i Catalogue of Life.